# Giro d'Italia 1974
Il Giro d'Italia 1974, cinquantasettesima edizione della Corsa Rosa, si svolse in ventidue tappe, più un epilogo conclusivo, dal 16 maggio al 9 giugno 1974, per un percorso totale di 4 062 km. La vittoria andò a Eddy Merckx, alla sua quinta affermazione nel Giro, come Binda e Coppi, che completò il percorso in 113h09'13", precedendo di 12" Gianbattista Baronchelli (secondo minor distacco fra i primi due classificati nella storia del Giro). Al terzo posto si piazzò Felice Gimondi.
L'edizione è nota per il duello tra Merckx e Baronchelli. Sulla salita delle Tre cime di Lavaredo Merckx resistette a fatica all'attacco di Baronchelli (secondo al traguardo dietro Fuente), riuscendo a conservare la maglia rosa.
Il belga Wilfried Reybrouck vinse la prima tappa, conservò la maglia rosa nella seconda, ma dovette ritirarsi alla terza essendo arrivato fuori tempo massimo.

## Regolamento

### Maglie e classifiche
il regolamento quell'anno prevedeva 3 maglie: la maglia rosa (come sempre per il migliore in classifica), la maglia ciclamino (leader della classifica a punti);  e per la prima volta venne introdotta la maglia verde, vinta da Josè Manuel Fuente (quindi il leader della classifica scalatori), precedentemente non era previsto alcun tipo di maglia per il primo in questa speciale classifica.

### Abbuoni
Il regolamento di quell'edizione non prevedeva alcun tipo di abbuoni.

## Tappe
| Tappa  | Data      | Percorso                            | km    | Vincitore di tappa | Leader cl. generale |
| ------ | --------- | ----------------------------------- | ----- | ------------------ | ------------------- |
| 1ª     | 16 maggio | Città del Vaticano > Formia         | 164   | Wilfried Reybrouck | Wilfried Reybrouck  |
| 2ª     | 17 maggio | Formia > Pompei                     | 121   | Patrick Sercu      | Wilfried Reybrouck  |
| 3ª     | 18 maggio | Pompei > Sorrento                   | 137   | José Manuel Fuente | José Manuel Fuente  |
|        | 19 maggio | giorno di riposo                    |       |                    |                     |
| 4ª     | 20 maggio | Sorrento > Sapri                    | 208   | Roger De Vlaeminck | José Manuel Fuente  |
| 5ª     | 21 maggio | Sapri > Taranto                     | 215   | Pierino Gavazzi    | José Manuel Fuente  |
| 6ª     | 22 maggio | Taranto > Foggia                    | 206   | Franco Bitossi     | José Manuel Fuente  |
| 7ª     | 23 maggio | Foggia > Chieti                     | 257   | Ugo Colombo        | José Manuel Fuente  |
| 8ª     | 24 maggio | Chieti > Macerata                   | 150   | Franco Bitossi     | José Manuel Fuente  |
| 9ª     | 25 maggio | Macerata > Monte Carpegna           | 191   | José Manuel Fuente | José Manuel Fuente  |
| 10ª    | 26 maggio | Carpegna > Modena                   | 205   | Patrick Sercu      | José Manuel Fuente  |
| 11ª-1ª | 27 maggio | Modena > Il Ciocco                  | 153   | José Manuel Fuente | José Manuel Fuente  |
| 11ª-2ª | 27 maggio | Il Ciocco > Forte dei Marmi         | 62    | Patrick Sercu      | José Manuel Fuente  |
| 12ª    | 28 maggio | Forte dei Marmi (cron. individuale) | 40    | Eddy Merckx        | José Manuel Fuente  |
| 13ª    | 29 maggio | Forte dei Marmi > Pietra Ligure     | 231   | Enrico Paolini     | José Manuel Fuente  |
| 14ª    | 30 maggio | Pietra Ligure > Sanremo             | 189   | Giuseppe Perletto  | Eddy Merckx         |
| 15ª    | 31 maggio | Sanremo > Valenza                   | 206   | Ercole Gualazzini  | Eddy Merckx         |
|        | 1º giugno | giorno di riposo                    |       |                    |                     |
| 16ª    | 2 giugno  | Valenza > Monte Generoso            | 158   | José Manuel Fuente | Eddy Merckx         |
| 17ª    | 3 giugno  | Como > Iseo                         | 125   | Santiago Lazcano   | Eddy Merckx         |
| 18ª    | 4 giugno  | Iseo > Sella Valsugana              | 190   | Franco Bitossi     | Eddy Merckx         |
| 19ª    | 5 giugno  | Borgo Valsugana > Pordenone         | 146   | Enrico Paolini     | Eddy Merckx         |
| 20ª    | 6 giugno  | Pordenone > Tre Cime di Lavaredo    | 163   | José Manuel Fuente | Eddy Merckx         |
| 21ª    | 7 giugno  | Misurina > Bassano del Grappa       | 194   | Eddy Merckx        | Eddy Merckx         |
| 22ª    | 8 giugno  | Bassano del Grappa > Milano         | 257   | Marino Basso       | Eddy Merckx         |
| Epil.  | 9 giugno  | Giro di Milano                      | 94    | Gianni Motta       | Eddy Merckx         |
| Totale | Totale    | Totale                              | 4 062 |                    |                     |

## Squadre e corridori partecipanti
| N.    | Cod. | Squadra            |
| ----- | ---- | ------------------ |
| 1-10  | MOL  | Molteni            |
| 11-20 | BIA  | Bianchi-Campagnolo |
| 31-40 | BRO  | Brooklyn           |
| 41-50 | DRE  | Dreherforte        |
| 51-60 | FLC  | Filcas             |
| 61-70 | FIL  | Filotex            |
| 71-80 | VIB  | Furzi              |

| N.      | Cod. | Squadra        |
| ------- | ---- | -------------- |
| 81-90   | JOL  | Jollj Ceramica |
| 91-100  | KAS  | KAS-Kaskol     |
| 101-110 | MAG  | Magniflex      |
| 111-120 | ROK  | Rokado         |
| 121-130 | SAM  | Sammontana     |
| 131-140 | SCI  | Scic           |
| 141-150 | ZON  | Zonca          |

## Classifiche finali

### Classifica generale - Maglia rosa
| Pos. | Corridore                | Squadra    | Tempo      |
| ---- | ------------------------ | ---------- | ---------- |
| 1    | Eddy Merckx              | Molteni    | 113h08'13" |
| 2    | Gianbattista Baronchelli | Scic       | a 12"      |
| 3    | Felice Gimondi           | Bianchi    | a 33"      |
| 4    | Costantino Conti         | Zonca      | a 2'14"    |
| 5    | José Manuel Fuente       | KAS-Kaskol | a 3'22"    |
| 6    | Giovanni Battaglin       | Jollj C.   | a 4'22"    |
| 7    | Francesco Moser          | Filotex    | a 6'17"    |
| 8    | Vicente López Carril     | KAS-Kaskol | a 10'28"   |
| 9    | Franco Bitossi           | Scic       | a 16'05"   |
| 10   | Gösta Pettersson         | Magniflex  | a 17'08"   |

### Classifica a punti - Maglia ciclamino
| Pos. | Corridore          | Squadra    | Tempo |
| ---- | ------------------ | ---------- | ----- |
| 1    | Roger De Vlaeminck | Brooklyn   | 265   |
| 2    | Franco Bitossi     | Scic       | 209   |
| 3    | José Manuel Fuente | KAS-Kaskol | 171   |
| 4    | Eddy Merckx        | Molteni    | 161   |
| 5    | Francesco Moser    | Filotex    | 152   |

### Classifica scalatori - Maglia verde
| Pos. | Corridore                | Squadra    | Tempo |
| ---- | ------------------------ | ---------- | ----- |
| 1    | José Manuel Fuente       | KAS-Kaskol | 510   |
| 2    | Eddy Merckx              | Molteni    | 330   |
| 3    | Santiago Lazcano         | KAS-Kaskol | 230   |
| 4    | Giuseppe Perletto        | Sammontana | 160   |
| 5    | Gianbattista Baronchelli | Scic       | 120   |